# Beziehungen zwischen Pakistan und den Vereinigten Staaten
Die Beziehungen zwischen Pakistan und den Vereinigten Staaten (USA) begannen am 15. August 1947, einen Tag nach der Unabhängigkeit Pakistans, als die Vereinigten Staaten als eine der ersten Nationen Pakistan anerkannten. Seitdem haben beide Länder eine stark wechselhafte Beziehung erlebt. In der Frühzeit des Kalten Krieges etablierten beide Staaten eine enge Sicherheitspartnerschaft und die USA leisteten Militärhilfen und lieferten Waffen an Pakistan. Nach der Sowjetischen Invasion in Afghanistan 1979 kooperierten beide Länder eng bei der Unterstützung der Mudschahid in Afghanistan. Nach dem Kalten Krieg wurden die Beziehungen aber durch die unklare Beziehung der pakistanischen Staats- und Sicherheitsorgane zum internationalen Terrorismus und dem Atomprogramm Pakistans belastet. 2011 kam es zu einem Eklat, als die USA Osama bin Laden auf pakistanischen Staatsgebiet töteten, wo dieser sich in der Nähe von Einrichtungen der Streitkräfte Pakistans aufhielt. Die Umstände der Tötung bin Ladens belasteten die Beziehungen nachhaltig. Pakistan hat auch eine sehr enge Partnerschaft mit der Volksrepublik China etabliert, während die zunehmende Konvergenz zwischen den Vereinigten Staaten und Indien auch den Druck auf die pakistanische Diplomatie erhöht.
Pakistan zählt zu den Ländern, in denen der Antiamerikanismus weit verbreitet ist. Laut einer Umfrage von Gallup aus dem Jahre 2022 sahen 72 % der Pakistaner die USA als einen Feind Pakistans an.

## Geschichte

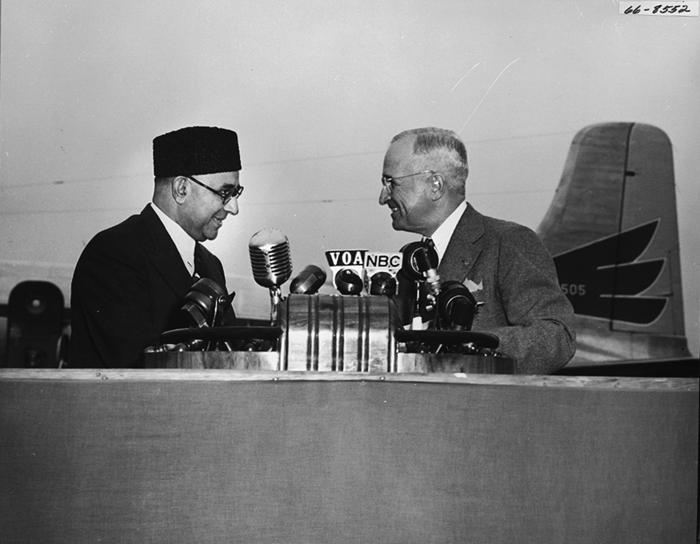
Liaquat Ali Khan und Harry S. Truman (1950)

Nach der Unabhängigkeit Pakistans 1947 entschied sich das Land dafür, enge Beziehungen zu den USA aufzunehmen. Die Bevorzugung der USA gegenüber der Sowjetunion lag vor allem am dort herrschenden Staatsatheismus. Für Pakistan wurden die USA eine wichtige Quelle technischer und wirtschaftlicher Unterstützung. 1954 wurde ein gegenseitiges Verteidigungsabkommen unterzeichnet und Pakistan wurde Teil des Militärbündnisses SEATO sowie ein Jahr später auch des Bagdad-Pakts. Eine Military Assistance Advisory Group bildete die pakistanischen Streitkräfte aus. 1959 erhielten die USA Zugang zur Peshawar Air Station (PAS), das für die Aufklärung sowjetischer Interkontinentalraketen eingesetzt wurde, was allerdings geheim blieb. 1962 begannen sich die Beziehungen abzukühlen. Nach der schweren Niederlage Indiens im Chinesisch-Indischen Krieg lieferten die Vereinigten Staaten Waffen an Indien, den regionalen Rivalen Pakistans, und im folgenden zweiten Indisch-Pakistanischen Krieg (1965) blieben die USA neutral. Die chinesisch-amerikanische Annäherung Anfang der 1970er Jahre kam unter pakistanischer Vermittlung zustande, da Pakistan gute Kontakte in die Volksrepublik China unterhielt. 1971 kam es zum Bangladesch-Krieg, als Ostpakistan versuchte sich von Westpakistan abzuspalten und wurde dabei von Indien unter Indira Gandhi unterstützt. Als Verbündete der Pakistaner konnten die USA unter Präsident Richard Nixon die Abspaltung von Ostpakistan als neuem Staat Bangladesch nicht verhindern, dessen Unabhängigkeit Nixons Sicherheitsberater Henry Kissinger abgelehnt hatte. Die USA entsendeten allerdings Flugzeugträger in den Indischen Ozean, um das von der Sowjetunion unterstützte Indien von einer möglichen Attacke auf Westpakistan abzuhalten.

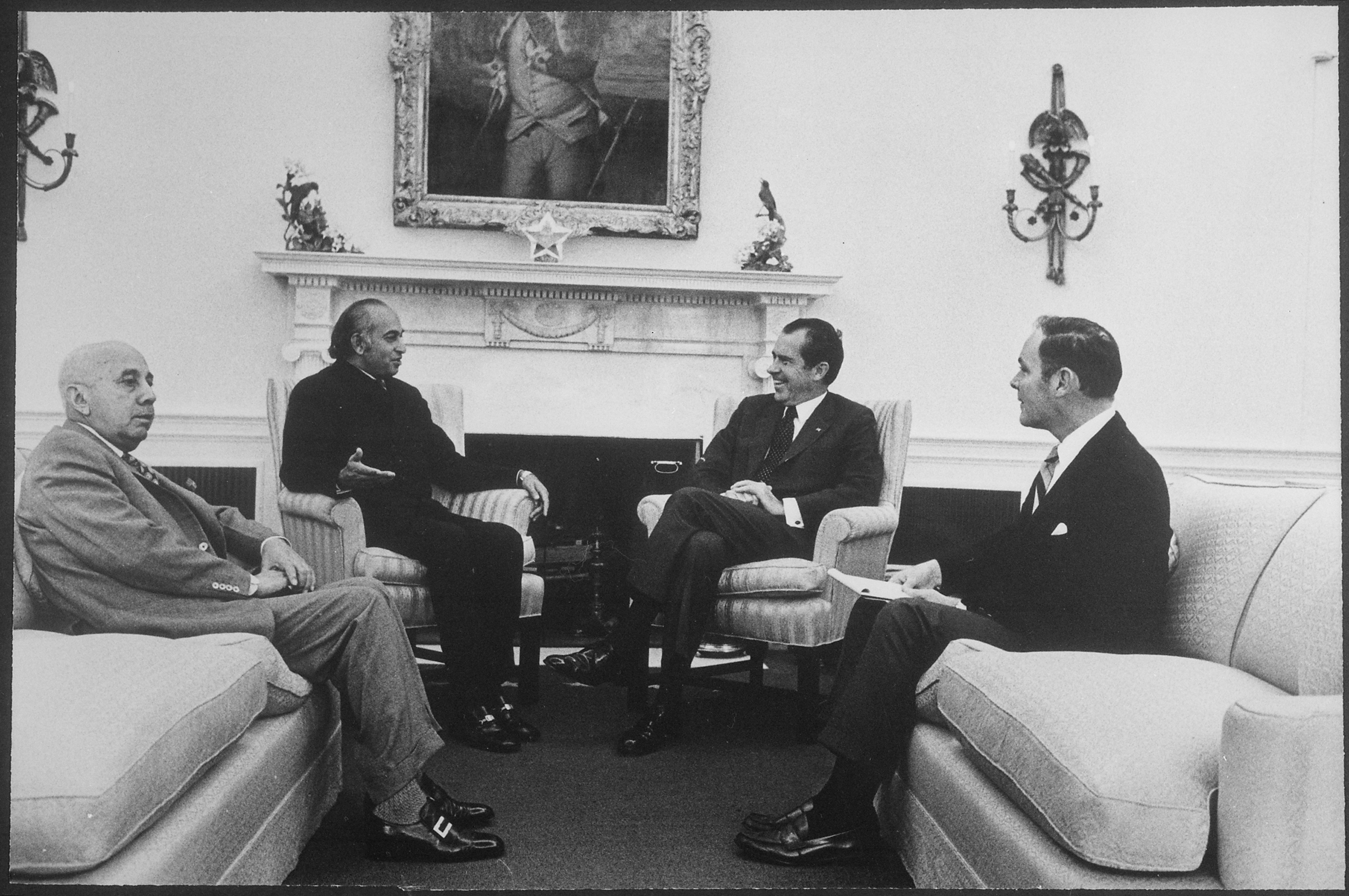
Zulfikar Ali Bhutto und Richard Nixon (mittig, 1971)

In der Regierungszeit von Zulfikar Ali Bhutto (1971 bis 1973 Staatspräsident und anschließend bis 1977 Premierminister) etablierte Pakistan engere Beziehungen zur Sowjetunion und zu anderen Staaten des Ostblocks. Unter Jimmy Carter strichen die USA die Wirtschaftshilfen für Pakistan aufgrund von dessen Atomprogramm. Nach der Besetzung der Großen Moschee 1979 wurde die amerikanische Botschaft in Islamabad von einem Mob gestürmt und niedergebrannt, nachdem es zu Falschmeldungen gekommen war, dass die USA Mekka aus der Luft angegriffen hätten. Dabei kamen sechs Menschen ums Leben, darunter zwei US-Bürger. Nach dem Sturz und der späteren Hinrichtung von Bhutto durch General Mohammed Zia-ul-Haq verbesserten sich die Beziehungen mit den USA wieder, obwohl Pakistan sein Atomprogramm weiterführte. Den Anlass zu engeren Beziehungen bildete der sowjetische Einfall in Afghanistan. In Afghanistan führten der pakistanische Geheimdienst ISI und die CIA die milliardenschwere Operation Cyclone durch, um die Sowjets in Afghanistan zu besiegen, und fluteten dafür das Land mit Waffen. Beide Länder unterstützen Islamisten militärisch, finanziell und ideologisch als Gegengewicht zur kommunistischen Ideologie. Unter Ronald Reagan erreichten die bilateralen Beziehungen in den 1980er Jahren ihren Höhepunkt. Reagan verkaufte Pakistan Angriffshubschrauber, Panzerhaubitzen, gepanzerte Mannschaftstransporter, 40 F-16 Fighting Falcon-Kampfflugzeuge, Nukleartechnologie, Seekriegsschiffe sowie nachrichtendienstliche Ausrüstung und Ausbildung im Wert von 3,2 Milliarden Dollar.
Nach der Niederlage der Sowjets in Afghanistan und dem Ende des Kalten Krieges verloren die USA weitgehend das Interesse an der Region und die pakistanisch-amerikanischen Beziehungen erlebten einen Niedergang. Nach der Wiederherstellung der Demokratie in Pakistan 1988 und dem mysteriösen Tod von Zia und des US-Botschafters bei einem Flugzeugabsturz verschlechterten sich die Beziehungen unter den folgenden Premierministern Benazir Bhutto und Nawaz Sharif rasch. Die Vereinigten Staaten nahmen wieder eine harte Haltung gegenüber Pakistans Nuklearprogramm ein und verabschiedeten das Pressler Amendment, die die meisten wirtschaftlichen und militärischen Hilfen für Pakistan untersagte, während die USA gleichzeitig die Beziehungen zum ebenfalls atomar bewaffneten Indien deutlich verbesserten. Die Ereignisse des 11. September 2001 machten die USA jedoch wieder zu einem Zweckverbündeten Pakistans. Unter George W. Bush schloss sich Pakistan dem Krieg gegen den Terror der USA an und unterstützte die USA bei ihrem Krieg in Afghanistan gegen die Taliban, obwohl es vor 2001 noch als Verbündeter der Taliban gegolten und diese diplomatisch anerkannt hatte. Als Belohnung wurden die Sanktionen gegen Pakistan aufgehoben und zwischen 2002 und 2013 erhielt Pakistan wirtschaftliche und militärische Hilfe in Höhe von beinahe 25 Milliarden US-Dollar.

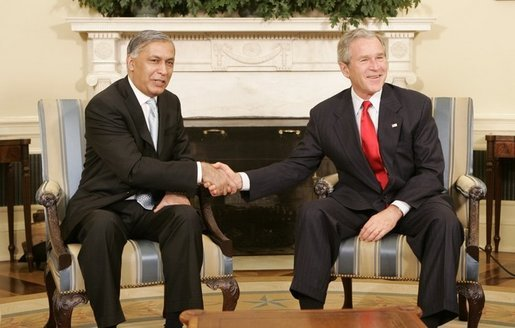
Shaukat Aziz mit George W. Bush (2006)

Trotz der Erhebung Pakistans zu einem Major non-NATO ally der USA im Jahre 2004 und der amerikanischen Hilfen konnte in der Folgezeit keinesfalls von einer vertrauensvollen Zusammenarbeit zwischen beiden Ländern gesprochen werden. Beide Seiten misstrauten sich und die USA warfen Pakistan vor, weiterhin Kontakte zu den Taliban zu unterhalten. Unter Bush begannen die USA ab 2004 mit Drohnenangriffen auf die pakistanischen Taliban in den afghanisch-pakistanischen Grenzgebieten, bei denen auch pakistanische Zivilisten getötet wurden. Unter US-Präsident Barack Obama wurden die Drohnenangriffe verstärkt, was gegen den offiziell erklärten Willen Pakistans geschah und von der Nationalversammlung Pakistans als Verletzung des Völkerrechts verurteilt wurde. Das Jahr 2011 bildete einen endgültigen Wendepunkt zum Negativen in den bilateralen Beziehungen. Erst kam es zur Tötung Osama bin Ladens in Abbottabad auf pakistanischem Staatsgebiet, was die amerikanischen Befürchtungen von engen Beziehungen zwischen pakistanischen Sicherheitskräften und Terroristen zu bestätigen schien. Die USA hatten vor der Durchführung der Operation die Pakistaner nicht informiert, da diesen nicht vertraut wurde. Bald darauf kam es zum Angriff der NATO auf den pakistanischen Stützpunkt Salala, einen pakistanischen Grenzposten in den Stammesgebieten. Über 20 pakistanische Soldaten starben dabei, was die Beziehungen weiter belastete und den Antiamerikanismus in Pakistan befeuerte.

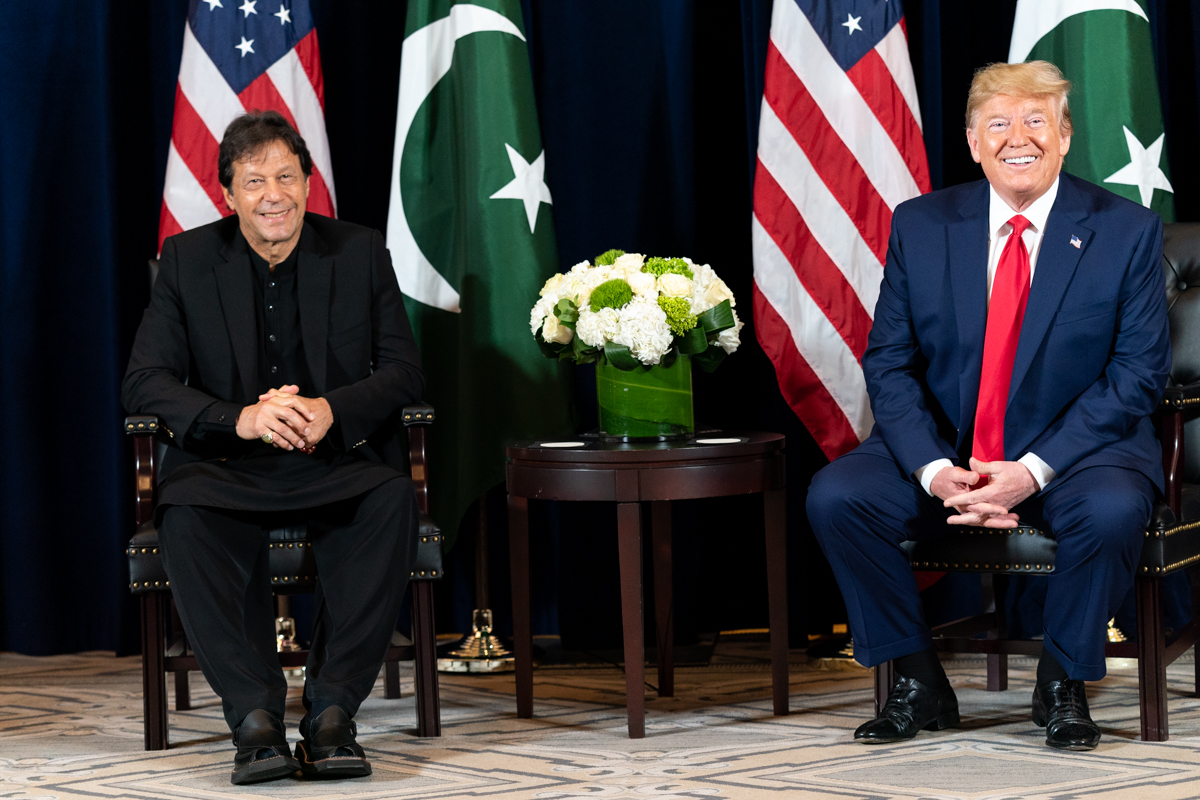
Imran Khan und Donald Trump (2019)

Im Jahr 2012 wurde Shakil Afridi, ein Arzt, der in Zusammenarbeit mit den Vereinigten Staaten auf der Suche nach Al-Qaida und bin Laden eine gefälschte Impfkampagne ins Leben gerufen hatte, von Pakistan des Hochverrats für schuldig befunden und zu 33 Jahren Haft verurteilt. Der Kongress der Vereinigten Staaten kürzte daraufhin die Hilfe für Pakistan um 33 Millionen Dollar: 1 Million Dollar für jedes Jahr Gefängnis. Die Beziehungen blieben daraufhin eisig, auch wenn die militärische Zusammenarbeit weitergeführt wurde. US-Präsident Donald Trump kritisierte die Hilfen für Pakistan mit den Worten: „Sie (Pakistan) haben uns nichts als Lügen und Betrug geliefert“. Bald darauf wurden US-Militärhilfen an das Land gekürzt. Nach mehreren Treffen zwischen Trump und Pakistans Premier Imran Khan verbesserten sich die Beziehungen allerdings wieder. Unter Trump wurde 2019 mit den Taliban in Afghanistan das Doha-Abkommen ausgehandelt und die USA zogen sich 2021 unter seinem Nachfolger Joe Biden aus Afghanistan zurück. Bald darauf kehrten die Taliban wieder an die Macht zurück. Der pakistanische Premier Khan verkündete, das afghanische Volk hätte, mit der Rückkehr der Taliban an die Macht, „die Ketten der Sklaverei“ durchbrochen. Khan gab den USA später die Schuld an seinem Sturz 2022, was an seiner Position gegenüber der Russischen Invasion der Ukraine gelegen haben soll. US-Diplomaten sollen dem pakistanischen Militär vorher bessere Beziehungen bei einer Amtsenthebung Khans versprochen haben.

## Militärische Beziehungen
Die engen militärischen Beziehungen beider Länder gehen auf die 1950er Jahre zurück, als beide Länder Verbündete wurden und erreichten in den 1980er Jahren mit der gemeinsamen Unterstützung des Widerstands in Afghanistan gegen die Sowjets ihren Höhepunkt. Die technische Unterstützung der USA ermöglichte auch das Atomprogramm Pakistans. 1965 reiste Abdus Salam in die USA und überzeugte die US-Regierung, bei der Errichtung eines nationalen Instituts für Kernforschung in Pakistan (PINSTECH) und eines Forschungsreaktors Parr-I zu helfen. Der erste Reaktor in Pakistan wurde von US-Wissenschaftlern im Rahmen des Programms Atoms for Peace gebaut. Die nukleare Bewaffnung Pakistans wurde von den USA allerdings abgelehnt und führte zu Embargos gegen Pakistan. Pakistan gab die Technologie später an Nordkorea und weitere Staaten weiter.
Trotz der nuklearen Aufrüstung Pakistans unterstützten die USA die Streitkräfte Pakistans weiter, auch da Pakistan als strategischer Verbündeter gebraucht wurde. Von 1948 bis 2013 haben die Vereinigten Staaten Pakistan insgesamt 30 Milliarden US-Dollar an Hilfe zur Verfügung gestellt, die Hälfte davon für militärische Zwecke. Bis in die 1990er Jahre waren die USA der größte Waffenlieferant Pakistans, bis das Land begann, verstärkt chinesische Waffensysteme zu kaufen.

## Wirtschaftsbeziehungen
Die USA sind für Pakistan der größte Exportmarkt und die pakistanischen Exporte lagen 2021 bei knapp 5 Milliarden US-Dollar. Die USA zählen außerdem zu den größten Auslandsinvestoren in Pakistan und haben an das Land bedeutende technische und wirtschaftliche Hilfen geleistet.